# Achatodes zeae
Achatodes zeae är en fjärilsart som beskrevs av Harris 1841. Achatodes zeae ingår i släktet Achatodes och familjen nattflyn. Inga underarter finns listade i Catalogue of Life.